# Дзонгдэй
Дзонгдэй — административно-территориальная единица Бутана первого уровня подчинения.
В 1988 году дзонгхаги Бутана были объединены в четыре дзонгдэя для создания промежуточного звена управления между дзонгхагами и государством. Дзонгдэи разделены на 20 дзонгхагов. 

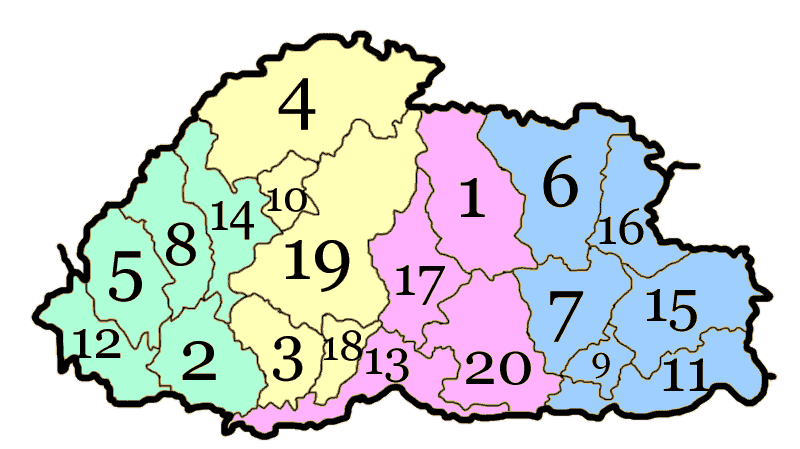
Административное деление Бутана

| Дзонгдэй    | Админ. центр | Площадь км² | Население 2005 | Плотность населения | Количество дзонгхагов |
| ----------- | ------------ | ----------- | -------------- | ------------------- | --------------------- |
| Западный    | Тхимпху      | 8345        | 281 244        | 33,7                | 5                     |
| Центральный | Дампху       | 11 023      | 88 855         | 8,1                 | 5                     |
| Южный       | Гелепху      | 8499        | 89 720         | 10,6                | 4                     |
| Восточный   | Монгар       | 10 949      | 175 163        | 16,0                | 6                     |
| Бутан       | Тхимпху      | 38 816      | 634 982        | 16,4                | 20                    |